# Larry Whigham
Larry Whigham (Hattiesburg, 23 giugno 1972) è un ex giocatore di football americano statunitense che ha militato nel ruolo di safety nella National Football League (NFL).

## Carriera
Whigham fu scelto dai Seattle Seahawks nel corso del quarto giro (110º assoluto) del Draft NFL 1994. Divenne noto per il suo entusiasmo in campo e le sue prestazioni con gli special team. Fu convocato per il Pro Bowl per due volte come special teamer, una volta con i New England Patriots e una con i Chicago Bears. 
Nel gennaio 1997 fu premiato come giocatore degli special team della AFC della settimana per la sua prestazione nella finale di conference contro i Jacksonville Jaguars in cui mise a segno un placcaggio sul punter Bryan Barker sulla sua linea delle 4 yard, azione che portò a un touchdown dei Patriots poche giocate dopo.
Mentre Whigham si mise in luce in particolar modo negli special team (disputò come titolare solo 6 partite), intercettò 4 passaggi in carriera, 3 dei quali sull'Hall of Famer Dan Marino. Intercettò Marino due volte contro Miami il 23 novembre 1997, incluso uno ritornato per 60 yard in touchdown, venendo premiato come giocatore della settimana.

## Palmarès

### Franchigia
- American Football Conference Championship: 1

New England Patriots: 1996

### Individuale
- Convocazioni al Pro Bowl: 2

1997, 2001
- All-Pro: 2

1997, 2001